# Riosalido
Riosalido es una localidad española del municipio de Sigüenza, perteneciente a la provincia de Guadalajara, en la comunidad autónoma de Castilla-La Mancha. Tiene una población fija de 41 habitantes según el censo del INE de 2011.

## Geografía
Cuenta con un gran abastecimiento de agua, mucha de ella provenientes de manantiales naturales, así como de un sistema de riego bastante espectacular, conocido como “reguera”. Las regueras son surcos en el suelo que comunican los cursos de agua con los diversos huertos. Los cultivos principalmente son de secano, siendo el trigo, la cebada y el girasol los más comunes.

## Historia
La historia del poblamiento en el pueblo y alrededores se remonta a tiempos de los celtíberos. Siendo el yacimiento celtíbero, aún sin estudiar, lugar clave para controlar el camino entre las ciudades de Segontia (actual Sigüenza) y Atienza. No fue hasta la Edad Media cuando la zona, al llegar los reinos cristianos, comenzó a florecer. Las principales actividades fueron la ganadería y la agricultura, aún presentes en nuestros días aunque con menor impacto.
Hacia mediados del siglo XIX, el lugar, por entonces con ayuntamiento propio, tenía contabilizada una población de 211 habitantes. Aparece descrito en el decimotercer volumen del Diccionario geográfico-estadístico-histórico de España y sus posesiones de Ultramar de Pascual Madoz de la siguiente manera:

RIOSALIDO: l. con ayunt. en la prov. de Guadalajara (11 leg.), part jud. y dióc. de Sigüenza (2), aud. terr. de Madrid (21), c. g. de Castilla la Nueva: sit. parte en llano y parte en cuesta, con buena ventilacion y clima frio: tiene 48 casas; la consistorial que sirve de cárcel; escuela de instruccion primaria, frecuentada por 40 alumnos, dotada con 22 fan. de trigo; una igl. parr. (San Martin) matriz de la de Bujalcayado, servida por un cura y un sacristan. térm.: confina con los de la Barbolla, Bujalcayado, Valdealmendras y Matas; dentro de él se encuentran el desp. de Bretes, una ermita (la Soledad) y varias fuentes de buenas aguas: el terreno que participa de quebrado y llano, es de regular calidad; comprende un monte bien poblado de roble; baña el térm. un arroyo que brota en el mismo. caminos: los que dirigen á los pueblos limítrofes y á la cab. del part., en la que se recibe y despacha el correo. prod.: trigo, cebada, avena, garbanzos y otras legumbres, leñas de combustible y buenos pastos con los que se mantiene ganado lanar y vacuno, mular y asnal; hay caza de liebres, conejos y perdices: ind.: la agrícola y un molino harinero. pobl.: 56 vec., 211 alm. cap. prod.. 1.764,600 rs. imp.: 88,230. contr.: 7,411.
(Madoz, 1849, p. 492)

El municipio de Riosalido desapareció en 1960, al fusionarse con los de Torre de Valdealmendras y Villacorza para formar el nuevo término municipal de Riotovi del Valle. Dicho municipio a su vez desapareció en 1969, al ser incorporado al de Sigüenza. Riosalido habría sido cabecera de Riotovi de Valle.

## Demografía
Es de los pueblos que más peso ha tenido en la zona, pues hasta el siglo XIX contaba con unos 500 habitantes, perdiendo población con la llegada del siglo XX y el éxodo rural. 
| Gráfica de evolución demográfica de Riosalido entre 1842 y 1950 |
| |
| Población de derecho según los censos de población del INE Población de hecho según los censos de población del INEEntre el censo de 1857 y el anterior, crece el término del municipio porque incorpora a Bayalcayado Entre el censo de 1960 y el anterior, este municipio desaparece porque se integra en el municipio Sigüenza |

## Patrimonio
Destaca la iglesia de San Martín Obispo, del siglo XVI, con su portada renacentista, la capilla de Don Pedro Gálvez y su esposa, siendo este médico de la Corte durante el reinado de Felipe II (ubicado en el interior de la iglesia) y el castro celtíbero en el paraje denominado Alto del Castro, donde se conservan restos de la muralla, donde se han encontrado restos del siglo VI a. C.

## Fiestas
Las fiestas patronales son el último fin de semana de agosto, en donde la población del pueblo aumenta considerablemente.